# 147 км
147 км (рос. 147 км) — селище у складі Амурського району Хабаровського краю, Росія. Входить до складу Санболинського сільського поселення.

## Населення
Населення — 9 осіб (2010; 19 у 2002).
Національний склад (станом на 2002 рік):
- росіяни — 100 %